# モリエ
株式会社モリエ（英: Molie Co., Ltd. ）は、かつて東京都千代田区に本社を置き、アパレルのOEM・ODMを手掛けるgf.A（ジーエフドットエー）株式会社（東京都千代田区）傘下の婦人服小売りチェーンであった企業である。かつては、ユニー・ファミリーマートホールディングス傘下の関係会社であったが、2018年5月をもってグループから離脱している。
2022年5月、同社はジーエフホールディングス株式会社傘下の企業に吸収合併され、現在はgf.S（ジーエフドットエス）株式会社（岐阜市）と社名変更し、引き続き婦人服小売業を行っている。

## 概要
元グループ会社であったパレモの顧客層とは異なるミセス層に対応する商品を販売する専門店。かつては北海道・沖縄を除く全国に展開していたが、現在は縮小し、関東地方から近畿地方にかけて出店している。

## 沿革
- 1978年（昭和53年）8月 - ユニー株式会社のSS（スペシャリティショップ）担当部として事業を開始
- 1981年（昭和56年）1月 - 樹里亜事業部発足
- 1983年（昭和58年）8月 - 寿安事業部に名称変更
- 1984年（昭和59年）
  - 7月2日 - 株式会社モリエを設立
  - 8月21日 - ユニー株式会社寿安事業部から事業を移管し営業開始
  - 12月 - 路面店1号店（銀座店）を銀座並木道通りにオープン
- 2008年（平成20年）5月21日 - 株式会社さが美からアパレル事業「カティアール」を営業譲受
- 2016年（平成28年）4月21日 - 株式会社さが美からアパレル事業「シャズポット」を営業譲受
- 2018年（平成30年）5月31日 - ユニー・ファミリーマートホールディングス傘下から離脱
- 2019年（令和元年）8月13日 - 稲沢市天池五反田町1番地から一宮市大和町妙興寺2反割42-1に本社移転
- 2020年（令和2年）4月27日 - 一宮市から東京都千代田区に本社移転
- 2022年（令和4年）5月2日 - 吸収合併に伴い、gf.S株式会社に社名変更、および岐阜市金町に本社移転

## 店舗
店舗数は76店舗　（2020年2月20日現在）

### 店舗ブランド
- 銀座MOLIE（ギンザモリエ）
- JunneMOLIE（ジュンヌモリエ）
- JUAN（ジュアン）‐ 主力店舗ブランド
- AVANT:MIDI（アバン・ミディ）
- SnnyPreps（サニープレップス）
- SantaSuzanna（サンタスザンナ）
- CATIART（カティアール）

過去存在した店舗ブランド
- EVIAN・VERT（エヴィアン・ベール） - 商標問題で使用停止（ミネラルウォーターブランド類似）
- SHAZBOT（シャズポット） - 帽子専門店

## 地域事務所および配送センター
- 清須事務所（清須市西枇杷島）